# Publi Pupi
Publi Pupi (en llatí: Publius Pupius) va ser un magistrat romà del segle v aC. Formava part de la gens Púpia, una gens romana d'origen plebeu.
Segons Titus Livi (IV 54), va ser un dels primers plebeus que van exercir la magistratura de qüestor, càrrec pel qual el van elegir l'any 409 aC.